# Microsoft Lumia 535
Microsoft Lumia 535 là một chiếc điện thoại thông minh tầm thấp được phát triển bởi Microsoft Mobile chạy hệ điều hành Windows Phone 8.1. Chiếc điện thoại có màn hình hiển thị 5 inch. Nó được trang bị một máy ảnh trước 5 MP, giúp người dùng chụp ảnh tự sướng và gọi điện video tốt hơn. Nó là chiếc điện thoại mang nhãn hiệu Microsoft đầu tiên sau thương vụ mua lại mảng di động của Nokia.
Vào 16 tháng 5 năm 2015, Microsoft ra mắt người kế nhiệm của nó, chiếc Microsoft Lumia 540, với màn hình hiển thị tốt hơn và máy ảnh được cải thiện.

## Sự đón nhận
Jim Martin từ PC Advisor viết: "Chúng tôi hâm mộ Windows Phone 8.1 nhưng chiếc Lumia 535 lại thiếu nhiều thứ để khiến nó trở thành một món hời ở mức giá £100 (khoảng 2.400.000 đồng). Bạn nên mua chiếc Motorola Moto E hoặc - nếu bạn thích 4G - chiếc EE Kestrel."
Katharine Byrne từ Expert Reviews viết rằng "Chiếc Lumia 535 của Microsoft khá tốt, nhưng thời lượng pin kém và màn hình cảm ứng không tốt khiến nó rất khó sử dụng."

## Hiệu năng và tính năng
Tuy nhiên, Lumia 535 cũng có nhiều lợi ích ở mức giá của nó. Nó có Cortana, ống kính 'tự sướng' góc rộng và có thể nâng cấp lên Windows 10, khi nó được phát hành. Các bản cập nhật từ Microsoft đã sửa lỗi màn hình cảm ứng không phản hồi, nhưng một số điện thoại vẫn chưa giải quyết được vấn đề này. Nó chỉ có đủ năng lượng để chơi các trò chơi và ứng dụng cơ bản một cách mượt mà. Những trò chơi như Asphalt và một số trò chơi nặng khác có thể hơi chậm, nhưng với tầm giá này thì như vậy là đủ.

## Tranh cãi
Có một số tranh cãi nói rằng tại sao thiết bị mang nhãn hiệu Lumia đầu tiên của Microsoft lại là một chiếc điện thoại thông minh giá rẻ. Với những người sẵn sàng trả thêm tiền để có trải nghiệm tốt hơn, Microsoft đã ra mắt chiếc Lumia 640 và Lumia 640 XL.

## Vấn đề
Sau khi ra mắt, người dùng đã phát hiện nhiều lỗi liên quan đến màn hình cảm ứng của chiếc điện thoại. Microsoft thông báo rằng những vấn đề này là vấn đề về phần mềm và họ đã đưa ra một bản cập nhật vào tháng 1 năm 2015 để sửa lỗi. Bản cập nhật vào tháng 3 đã phần nào giải quyết vấn đề và những người dùng vẫn gặp lỗi được thông báo liên hệ với Nokia Care.